# José Francisco Cirre
José Francisco Cirre (Granada, 1905– Detroit, 1982) crítico literario español.

## Biografía
Fue secretario de la revista Tierra Firme y gerente de la editorial Cruz y Raya. Conoció a la arabista Manuela Manzanares, con la que se casó. El matrimonio pasó la Guerra Civil en el extranjero; a Cirre le ofrecieron un puesto en la Universidad de Bruselas como secretario del Institut d'Études Hispaniques (1937-1939). Luego emigraron a Colombia y Cirre enseñó historia medieval de España en la Escuela Normal Superior de Colombia en Bogotá; su esposa trabajaba en la Biblioteca Nacional editando la correspondencia de Rufino José Cuervo. Ambos emigraron a los Estados Unidos y desde 1946 fueron profesores de Literatura Española en la Wayne State University de Detroit. Cirre colaboró en varias revistas estadounidenses e hispanoamericanas, consagrándose principalmente al estudio de la Generación del 27 en su libro Forma y espíritu de una lírica española (1920-1935) (México, 1950). También analizó la obra de José Moreno Villa en La poesía de José Moreno Villa, Madrid: Ínsula, 1963. También ha indagado en la obra de Juan Goytisolo.

## Obras
- Forma y espíritu de una lírica española (1920-1935). Noticia sobre la renovación poética en España de 1920 a 1935 (México, Gráfica Panamericana, 1950).
- La poesía de José Moreno Villa, Madrid: Ínsula, 1963.
- El mundo lírico de Pedro Salinas, Maracena-Granada: Editorial Don Quijote, 1982.
- Con Manuela Manzanares, España y los españoles, Nueva York, Holt, Rinehart And Winston, 1970. (ISBN 0-03-058051-X)